# Измоденов, Владислав Валерьевич
Владислав Валерьевич Измоденов (род. 6 сентября 1971, Пермь) — российский учёный-механик, астрофизик, доктор физико-математических наук, профессор РАН (2016).
Профессор кафедры аэромеханики и газовой динамики механико-математического факультета Московского государственного университета (МГУ) им. М. В. Ломоносова. По совместительству заведующий лабораторией Института космических исследований (ИКИ) РАН. Также по совместительству ведущий научный сотрудник Института проблем механики РАН.

## Биография
Родился в Перми в 1971 году.
В 1988 году — окончил физико-математическую школу-интернат № 18 имени А. Н. Колмогорова при МГУ.
В 1993 году — с отличием окончил механико-математический факультет МГУ по специальности «Механика, прикладная математика», квалификация «механик».
Затем была учёба в аспирантуре МГУ на кафедре аэромеханики и газовой динамикики механико-математического факультета МГУ (научный руководитель — профессор Баранов Владимир Борисович).
Кандидатом физико-математических наук стал в 1998 году.
В 2008 стал доктором, защитив докторскую диссертацию в Институте космических исследований РАН. С 2016 года профессор РАН.
С 1997 года работает на механико-математическом факультете. Вначале младшим научным сотрудником, затем с 1998 года ассистентом, с 2002 по 2010 годы — доцентом, и с 2011 года — профессором.
С 2005 года является (по совместительству) заведующим лабораторией в Институте космических исследований РАН.
С 2017 года работает (по совместительству) в НИУ ВШЭ. Является профессором базовой кафедры физики космоса Института космических исследований РАН факультета физики НИУ ВШЭ.

## Научная деятельность
Научные интересы и исследования связаны с построением сложных кинетико-континуальных моделей астрофизических явлений, с изучением физических процессов гелиосферы и межзвездной среды.
Публикуется в российских и зарубежных изданиях.